# Trockenrasen-Bodeneule
Die Trockenrasen-Bodeneule (Epipsilia latens) ist ein Schmetterling (Nachtfalter) aus der Familie der Eulenfalter (Noctuidae). Das Artepitheton basiert auf dem lateinischen Wort latens (verborgen) und bezieht sich auf die versteckte Lebensweise der Raupen.

## Merkmale

### Falter
Die Falter haben eine Flügelspannweite von 34 bis 40 Millimeter. Die Vorderflügeloberseite hat eine matt graubraune bis aschgraue Grundfärbung. Ring- und Nierenmakel sind undeutlich. Die innere sowie die äußere Querlinie sind doppelt gezeichnet, leicht verwaschen, dunkelbraun gefärbt und leicht gezähnt. Die grauweißen Hinterflügel sind zum Rand hin leicht verdunkelt.

### Raupe, Puppe
Erwachsene Raupen sind braun gefärbt und haben breite ockerfarbene Rücken- und Nebenrückenlinien sowie gleichfarbige breite Seitenstreifen. Die rotbraune Puppe hat zwei Dornen am Kremaster.

### Ähnliche Arten
Der Art sehr ähnlich ist die Bergwiesen-Bodeneule (Epipsilia grisescens), bei der jedoch die sehr markant hervortretenden Querlinien nur einfach gezeichnet sind. Bei Epipsilia cervantes ist die Flügelzeichnung kräftiger und die Grundfarbe tendiert mehr zu bräunlichen Tönungen. Die Hinterflügel sind weißlich.

## Verbreitung und Lebensraum
Die Trockenrasen-Bodeneule kommt in bergigen oder gebirgigen Gegenden Nordspaniens, in der Mitte und im Süden Mitteleuropas und im Apennin vereinzelt vor. Richtung Osten reicht die Verbreitung bis in die Türkei, den Iran und den Kaukasus. Im Gebirge steigt sie bis auf 2200 Meter Höhe. Sie lebt bevorzugt auf Trocken- und Halbtrockenrasenflächen sowie auf felsigen Grashängen und steinige Wiesen.

## Unterarten
Neben der in der Mitte Europas vorkommenden Nominatform Epipsilia latens latens sind zwei weitere Unterarten bekannt:
- Epipsilia latens illuminata Turati, 1919, Apennin
- Epipsilia latens hyrcana Staudinger, 1899, Türkei, Iran, Kaukasus

## Gefährdung
Die Trockenrasen-Bodeneule kommt in den südlichen deutschen Bundesländern meist lokal und vereinzelt vor und wird auf der Roten Liste gefährdeter Arten in Kategorie V („auf der Vorwarnliste“) geführt.

## Lebensweise
Die Art bildet eine Generation pro Jahr, die zwischen Juni und August fliegt. Sie sind tag-, dämmerungs- und nachtaktiv und besuchen vereinzelt Blüten, künstliche Lichtquellen sowie Köder. Die Raupen ernähren sich von verschiedenen niedrigen Pflanzen. Sie sind nachtaktiv und verstecken sich am Tage im Gras oder unter Steinen. Als Nahrung dienen die Blätter und Blüten verschiedener niedriger Pflanzen, dazu zählen: Schaf-Schwingel (Festuca ovina), Fieder-Zwenke (Brachypodium pinnatum) und Aufrechte Trespe (Bromus erectus). Die Raupen überwintern.